# Худлёво
Ху́длёво (укр. Ху́дльово) — село в Среднянской поселковой общине Ужгородского района Закарпатской области Украины.
Население по переписи 2001 года составляло 1451 человек. Почтовый индекс — 89415. Телефонный код — . Занимает площадь 12,48 км².

## Известные жители и уроженцы
- Юлий Фирцак (1836—1912) — епископ мукачевский, русинский общественный деятель.